# Goy
Cette page contient des caractères spéciaux ou non latins. S’ils s’affichent mal (▯, ?, etc.), consultez la page d’aide Unicode.
Pour les articles homonymes, voir Goy (homonymie).
Le terme de goy ou goï (héb. גוי, nation) apparaît dans la Torah afin de désigner une « personne non juive », par opposition au « peuple » (héb. עם, 'am), qui qualifie plutôt un groupe (ethnique) de personnes ayant des origines communes. Le Dictionnaire encyclopédique du judaïsme donne au mot goy la signification de gentils, du latin gentiles (les « nations »), c'est-à-dire de non-Juifs et stricto sensu de nation, ensemble de personnes déracinées de leurs identités ethniques au profit d'une institution politique (État). 
Le mot goy (pluriel : « goyim » ou « goym » ou « goys ») est admis dans des dictionnaires français depuis les années 1980 — terme présent dans le Grand Dictionnaire encyclopédique Larousse de 1985, avec une connotation péjorative.
Le sens du terme a évolué selon les époques, l'usage biblique du terme n'étant ainsi ni celui du Talmud, ni celui de la période contemporaine.

## Étymologie

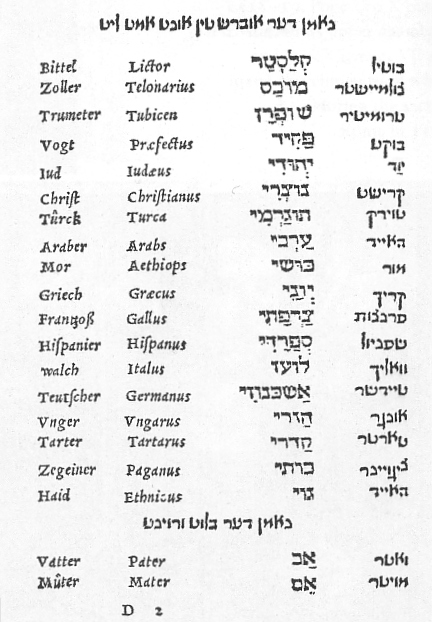
Une page du dictionnaire yiddish-hébreu-latin-allemand d'Elia Levita (XVI) contient une liste des nations ainsi que le he, traduit en latin par Ethnicus.

La première référence à ce mot est biblique : dans la Genèse (10:5), le pluriel goyim (גוים) est employé pour désigner les nations, plus souvent non israélites. Il peut être utilisé pour désigner Israël, notamment lorsque Dieu promet à Abraham de faire de sa descendance un « grand peuple » (goy gadol - Gen. 12:2) et à Israël de devenir une nation sainte (goy kadosh — Exode 19:6).

## Les goyim dans la Bible hébraïque
Le terme goy apparaît plus de 550 fois dans le Tanakh. Il se réfère le plus souvent au peuple d'Israël dans les premiers livres puis, moins souvent et en particulier dans les derniers livres, aux autres peuples. La traduction parfois adoptée en français est de parler des serviteurs pour désigner les nations non juives. La mention de Goyim dans Genèse 14:1 n'est généralement pas traduite, et désigne, selon certains, les Gutis.
Qu'il soit au singulier, ou au pluriel, le mot goy renvoie toujours à une collectivité, jamais à des individus. Des non-Israélites ou non-Juifs comme Ruth, Laban ou Abimelekh sont désignés en fonction de leur pays d'appartenance. Le terme désignant un étranger est nokhri, également traduit par esclave ou impure.

## Les goyim dans le Nouveau Testament
Le terme goyim est calqué en grec, tant dans la Septante que dans le Nouveau Testament, selon le terme ethnè, qui a le même double sens. Il signifie la plupart du temps, d'après le contexte, les « non Juifs ».

## Les goyim dans le Talmud
Les Talmuds ont été compilés à une époque où les Juifs avaient perdu leur autonomie politique et territoriale. Ils étaient en contact fréquent avec des Gentils, d'où l'importance que ceux-ci tiennent dans ces sommes de tradition rabbinique. Le mot goy désigne désormais non seulement les nations, mais aussi les individus ; il acquiert même la forme féminine, goya,. Quant au rôle des goyim ou leur représentation aux yeux des Sages, 

« [il] est important, dit Leo Rosten en définissant le terme goy, de noter que l'idée de respect d'autrui et des valeurs de la société pluraliste sont partie intégrante du judaïsme. Les rabbins enseignaient que tous les hommes sont égaux devant Dieu, s'ils respectent Sa volonté. »

En effet, selon Shimon ben Azzai (en), le principe le plus important de la Torah est « Ceci est le livre des générations d'Adam etc. » Il n'y a qu'un homme, dont descend toute l'humanité, enfants d'Israël comme ceux des 70 nations.

### Les goyim et le salut
Étrangers au peuple juif, les goyim ne sont pas pour autant dispensés de leur part dans le monde à venir[Quoi ?]. N'ayant pas reçu la Torah, ils ne sont pas astreints au joug de ses mitzvot (prescriptions), qu'une tradition rabbinique évalue à 613. La même tradition rabbinique déduit de deux versets de la parashat No'ah (Genèse 9:4-6) sept prescriptions, énoncées dans le Talmud :
1. L'obligation d'établir des tribunaux ;
2. L'interdiction de blasphémer ;
3. L'interdiction de l'idolâtrie ;
4. L'interdiction des unions illicites (adultère, inceste, homosexualité, zoophilie, etc.) ;
5. L'interdiction de l'assassinat ;
6. L'interdiction du vol ;
7. L'interdiction d’arracher un membre d'un animal vivant.

Ces sept prescriptions, appelées lois noahides, passent pour être l'alliance contractée par Dieu avec Noé et ses fils. Elles sont donc pour le judaïsme les plus générales et les plus anciennes et sont supposées s'appliquer à l'ensemble de l'humanité, puisque celle-ci tout entière descend, selon la Bible, de Noé. Les enfants d'Israël en sont une branche apparue postérieurement et choisie par Dieu pour recevoir Sa Loi, ainsi que ses commandements plus nombreux.
Le hassid oumot haolam, « juste parmi les nations » est celui qui respecte ces sept lois noa'hides et a donc sa part au monde à venir, quand les Juifs doivent en observer six cent treize. Dieu est supposé avoir un attachement particulier pour Son peuple, et Sa miséricorde compense la difficulté[Quoi ?].

### Accusations chrétiennes
Au Moyen Âge, chrétiens et juifs convertis au christianisme lancent des accusations envers le Talmud au cours de disputations publiques, disant y trouver des passages démontrant le rejet inhérent au judaïsme envers les goyim. Certaines reviennent de façon récurrentes :
- que, dans le Talmud, les goyim sont exclus du genre humain et traités d'animaux ;
- qu'il est interdit, sous peine de mort, d'enseigner aux goys le Talmud ;
- que les Juifs ont juré une guerre éternelle aux chrétiens ;
- qu'ils remercient Dieu tous les jours de ne pas les avoir faits goyim.

La première de ces accusations, qui connaîtra une grande longévité puisqu'elle figure encore dans le procès de Mendel Beilis au XXe siècle, repose sur une citation de Keritot 6b, réitérée dans Yebamot 61a : « Vous êtes nommés adam (homme), et les nations du monde ne sont pas nommées adam ».
Ce passage du Talmud rapproche en fait deux versets bibliques, Lévitique 18:5 qui porte le terme ha-adam, c'est-à-dire l'homme en général et Ézéchiel 3/fr4:31, dans lequel figure adam, c'est-à-dire, selon le Talmud, Adam, la lignée messianique qui descend du premier homme au fils de l'Homme, seule soumise à l'ensemble des lois de la Torah.
L'accusation chrétienne se base donc sur une traduction identique de deux termes différents, ha-adam et adam, qui se lit « Vous êtes nommés adam (homme), et les nations du monde ne sont pas nommées ha-adam » (la lignée messianique soumise à la Halakha). C'est d'ailleurs en conséquence de cette exonération des règles de la Halakha qu'il était de coutume parmi les Juifs d'employer des Gentils qui accomplissaient les tâches interdites aux Juifs le Sabbath, comme allumer un feu, bien que cet usage fût stricto sensu déconseillé par le Talmud. Ces gentils étaient appelés goy chel chabbath ou selon une appellation yiddisch plus courante shabbes goy, et de nombreux rabbins rédigèrent des responsa en faveur du maintien de cet usage.
La seconde accusation (interdiction sous peine de mort d'enseigner le Talmud aux gentils) est basée sur la sentence d'un Sage dans Sanhédrin 59a, « un Goy qui étudie la Torah et un Juif qui l'y aide devraient être mis à mort. » Outre le fait qu'il n'y est pas question du Talmud mais de la Torah, il ne s'agit pas d'une décision mais d'une discussion entre deux collègues, dont le second (auquel le Talmud donne raison) rétorque qu'« un Goy qui étudie la Torah est comme un Grand-Prêtre » (Cohen gadol). 
Les apologues du Talmud enseignent ailleurs que la Torah fut proposée aux 70 nations, avant Israël, et que les commandements furent enseignés en 70 langues, ceci afin de souligner l'universalité de son message.
La troisième accusation (les Juifs ont juré une guerre éternelle aux chrétiens) est basée sur la sentence « c'est une règle connue, qu'Esaü hait Jacob ». Or, Esaü est allégoriquement associé à Rome. Les chrétiens inversaient donc la sentence. En disant que Rome (la chrétienté) haïssait Jacob (le peuple juif), les Juifs voulaient justifier leur haine de Rome (la chrétienté). On peut cependant remarquer que l'accusation implique une inversion de la phrase, et surtout que la Rome de celle-ci est la capitale de l'Empire romain païen, et pas celle de la chrétienté. En effet, le Sage à l'origine de cet enseignement vécut en 160, à l'époque où Rome venait de détruire la Judée après l'insurrection de Bar Kokhba ; c'est donc la Rome de Hadrien, ses généraux et successeurs qu'il visait. En outre, le commentaire de Deutéronome 16:20 par Rabbenou Be'haye précise que « la Torah exige du juif qu'il applique le même niveau de droiture envers les goyim qu'à l'égard de ses frères juifs ».
La quatrième accusation (les Juifs remercient Dieu tous les jours de ne pas les avoir faits goyim) est basée sur la bénédiction du matin chèlo assani goy (Qui ne m'as pas fait goy) qui fut rédigée aux temps où goyim était synonyme de païens et « priaient un Dieu qui ne sauve pas ». 
Ainsi que l'explique un rabbin conservative, « nous sommes reconnaissants à Dieu de nous avoir illuminés, de sorte qu'à la différence des païens, nous honorons le vrai Dieu et non des idoles. Il n'y a pas de supériorité inhérente à être Juif, mais nous affirmons bien la supériorité du monothéisme sur le paganisme. Bien que le paganisme existe encore de nos jours, nous ne sommes plus les seuls à croire en un Dieu [Un] », bien qu'au XIe siècle, Rachi doive rappeler aux Juifs que les Goyim ne sont plus des païens. Cette méfiance envers les païens n'exclut pas que ceux-ci puissent être détenteurs de grands savoirs, ni qu'il y ait des hommes justes et pieux dans ces nations, et que tous les justes, Juifs et gentils, ont leur part au monde à venir,.

## LesGoyimdans la littérature rabbinique
Le Sefer Hassidim, écrit au XIIIe siècle enseigne : « Si un Juif tente de tuer un non-Juif, aide le. » Et, selon le commentaire du Or Ha'hayim, datant du XVIIe siècle, les 70 nations sont la clé de la symbolique de la Menorah : « Les sept chandelles de la Menorah [dans le Beit Hamiqdach] correspondent aux nations des gentils, qui sont au nombre de 70. Chacune [des chandelles] fait allusion à dix [nations]. Ceci fait allusion au fait qu'elles brillent toutes face à la [chandelle] occidentale, qui correspond au peuple juif. »
Juda Halevi, se demandant ce qui a valu aux enfants d'Israël leur élection divine, en conclut à une prédisposition innée des Juifs à la prophétie.
L'opinion de Juda Halevi fut suivie par de nombreux rabbins, mais combattue par d'autres, dont Moïse Maïmonide et des rabbins modernes, qui pensent au contraire qu'Abraham ne fut élu qu'à la suite de ses recherches intenses sur la vérité. De plus, elle fut largement abandonnée, à l'exception de certains haredim, après la Shoah.

## Stéréotypes
Selon Leo Rosten, au fil de l'histoire juive, le goy devint pour les Juifs ce que le barbare était aux Romains, et le mot acquit des sens secondaires, dont certains déplaisants (de même que le Juif fut affublé de certains traits détestables, au point d'en devenir l'archétype, et que le mot juif, qui ne désignait à l'origine qu'un membre de la nation judaïte ou un adhérent à la doctrine judaïque, acquit certains sens figurés insultants). Ces sens secondaires étant tributaires des siècles de persécution par différentes nations, le goy est souvent synonyme d'antisémite, d'une personne obtuse, insensible, sans cœur.
Le goy est souvent représenté dans l'humour juif comme un stéréotype de grossièreté brutale et d'inintelligence, dont il est possible de triompher avec un peu de finesse. Par exemple :

« Un cosaque entre dans une auberge et commande un café. Il observe que le serveur est juif. Il décide de s'amuser un peu à ses dépens :
— Un café, mais je veux le boire dans un ustensile qu'aucun Juif n'a jamais porté à sa bouche !
Le serveur s'exécute : il lui apporte son café dans un pot de chambre. »

Ou encore :

« Moïse Mendelssohn avait ses entrées dans le palais de Frédéric le Grand.
Il fut cependant un jour hélé par un officier prussien :
Eh, Juif ! De quoi fais-tu commerce ? 
D'une chose dont vous n'avez certes pas usage : l'esprit. »

Par ailleurs, ainsi que l'écrit Hillel Halkin (en) « Le goy stéréotypique agit impulsivement ; le Juif stéréotypique pense avant de réfléchir », qui commente un sketch de Jack Benny : agressé par un voyou qui lui pointe une arme et lui demande la bourse ou la vie, l'humoriste proteste : « J'y réfléchis ! »
Le terme goy demeure plus neutre et plus commun que, par exemple, les insultes Shegetz (en) ou Shiksa, qui décrivent un jeune homme ou jeune fille non-juive ayant des relations amoureuses avec une personne juive et sont tirés de la racine scheketz, « abomination, ». Les termes sont utilisés aux États-Unis au second degré, par les Juifs comme les Non-Juifs[réf. nécessaire].
Goy, schiksa et schaygetz, furent également utilisés entre Juifs après la Haskala pour railler un Juif qui ne suit pas les règles religieuses et le mode de vie juifs,.

## Usage moderne
En hébreu moderne et en yiddish, le mot goy est le terme consacré pour le gentil. Il n'y a pas d'autre terme en yiddish, et il est souvent utilisé de façon neutre. En français, en revanche, comme le terme gentil existe (bien que vieilli), l'usage de goy peut être considéré comme injurieux, même s'il reste à simplement désigner le non-juif,. Il en est de même en anglais,. Certaines structures « politiquement correctes » sont désormais utilisées plus fréquemment, comme « Gentil » ou « non-Juif ».

### Terme «antigoyisme»
Certains auteurs généralement qualifiés d'antisémites utilisent désormais le néologisme « antigoyisme » pour désigner un rejet effectif ou supposé d'un non-juif de la part de la communauté juive ou d'un membre de celle-ci.
Le terme « antigoyisme » (on trouve aussi parfois « antigentilisme ») est un néologisme construit autour du mot goy et désigne une attitude présumée de méfiance, de mépris, de rejet, d'hostilité ou de haine de la part de la communauté juive ou d'une partie des individus s'y rattachant contre des communautés ou individus ne faisant pas partie de celle-ci. Il est surtout utilisé dans une optique de dénonciation d'un aspect particulier du judaïsme. Henry Ford, dans son livre Le Juif international, emploie le terme pour le combiner de manière cyclique au terme « antisémitisme », l'un étant le pendant de l'autre. Jean-Pierre Graf et Bernard-Claude Gauthier, dans un chapitre du livre du collectif d'auteurs Lawrence Durrell, emploient le terme de la même façon. En 2006, en France, l'humoriste Dieudonné, qui sera condamné pour des propos incitant à la haine raciale, s’est indigné de l’« antigoyisme » tout-puissant en France. John Spritzler, chercheur à l'université Harvard, emploie le terme « antigentilisme ». Erich Ludendorff, qui avait participé au putsch de la Brasserie avec Hitler, l'emploie dans son livre de 1934 : Deutsche Abwehr: Antisemitismus gegen Antigojismus.